# Ibotirama
Ibotirama este un oraș în statul Bahia (BA) din Brazilia.